# Henry Clay Work
Henry Clay Work (1er octobre 1832 - 8 juin 1884) était un compositeur et auteur de chansons américain. Sa biographie est relativement obscure. Il est né à Middletown (Connecticut) et était le fils d'un opposant notable à l'esclavage, qui fit de la prison à cause de son engagement. Lui-même fut un ardent défenseur de la cause abolitionniste et unioniste. Il participa au chemin de fer clandestin et aida de nombreux esclaves à s'enfuir. Henry Clay Work apprit la musique en autodidacte. Vers l'âge de 23 ans, il travailla comme imprimeur à Chicago. C'est à cette époque qu'il composa We Are Coming, Sister Mary, une chanson des Christy's Minstrels shows. Il écrivit ses meilleures œuvres pendant la Guerre de Sécession. Henry Clay Work mourut à Hartford (Connecticut) en 1884.

## Chansons
Parmi les 75 compositions de Henry Clay Work, les plus connues sont :
- "Kingdom Coming" (1863)
- "Come Home, Father" (1864)
- "Marching Through Georgia" (1865)
- "The Ship that Never Returned" (1868)
- "My Grandfather's Clock" (1876)